# Medea (distrito)
Medea (em francês: Médéa) é um distrito localizado na província de Medea, Argélia, e cuja capital é a cidade de mesmo nome. A população total do distrito era de 152 607 habitantes, em 2008.[carece de fontes?]

## Comunas
O distrito está dividido em três comunas:
- Medea
- Draa Essamar
- Tamesguida